# Après minuit
Albums de Eddy Mitchell
Live (Eddy Mitchell Palais des sports 1977)
(1978) C'est bien fait
(1979)
Singles
1. Il ne rentre pas ce soir
Sortie : 2 décembre 1978

Après minuit est le dix-neuvième album studio d'Eddy Mitchell sorti en 1978 sur le label Barclay Records. 

## Histoire
L'album Après minuit est enregistré aux États-Unis dans deux studios de Nashville, Cinderella et Fire Side.
Il comporte une majorité de compositions originales co-écrites avec Pierre Papadiamandis et trois adaptations de chansons américaines, parmi lesquelles Après minuit (After Midnight) qui donne son titre à l'album, et sur laquelle son auteur, J.J. Cale, joue de la guitare. Du blues, du blues, du blues est une reprise de Michel Jonasz dont le tempo est doublé par rapport à l'originale.
La pochette est ornée d'une photo du chanteur en clair-obscur « dans une ambiance de série B des années 1950 » avec une police d'écriture caractéristique des films Universal Monsters.

## Liste des titres
| No  | Titre                                      | Auteur                      | Durée |
| --- | ------------------------------------------ | --------------------------- | ----- |
| 1.  | Il ne rentre pas ce soir                   | C. Moine - P. Papadiamandis | 2:56  |
| 2.  | Le Vieil Indien et le "Western Show"       | C. Moine - P. Papadiamandis | 3:20  |
| 3.  | Du blues, du blues, du blues               | Michel Jonasz               | 3:28  |
| 4.  | Le Parking maudit (Treat Her Right)        | Roy Head - adapt. C. Moine  | 2:35  |
| 5.  | Je fais le singe (Turn On Your Love Light) | S. Malone - adapt. C. Moine | 2:26  |
| 6.  | Après minuit (After Midnight)              | J.J. Cale - adapt. J. Daydé | 3:18  |
| 7.  | Je ne suis pas un géant                    | C. Moine - P. Papadiamandis | 4:01  |
| 8.  | Les "Pattes folles"                        | C. Moine - P. Papadiamandis | 2:49  |
| 9.  | Un barman                                  | C. Moine - P. Papadiamandis | 3:13  |
| 10. | Un p'tit Mickey                            | C. Moine - P. Papadiamandis | 3:04  |
| 11. | …Même les héros…                           | C. Moine - P. Papadiamandis | 3:19  |

### Titre bonus (réédition CD)
Ce titre, en 1978, n'a été diffusé qu'en 45 tours (la chanson en face B, Un Barman est extrait de l'album),.
| No  | Titre                               | Auteur                            | Durée |
| --- | ----------------------------------- | --------------------------------- | ----- |
| 12. | Au camp du bonheur (Chantilly Lace) | J.P. Richardson - adapt. C. Moine | 2:27  |

## Crédits

### Musiciens
- Chant : Eddy Mitchell
- Basse : Wayne Moss
- Batterie : Kenny Buttrey
- Chœurs : The Jordanaires, The Holladay Sisters
- Cuivres (musique) : The Memphis Horns
- Guitares : Reggie Young, Dale Sellers, Billy Sandford, Graddy Martin, J.J. Cale (6)
- Harmonica, claviers, vibraphone : Charlie McCoy
- Pedal steel guitar : Russ Hicks
- Percussions : Jim Isbel, Farrel Morris
- Piano : David Briggs
- Violon: Buddy Spicher, Lloyd Green, David Briggs